# Парламентские выборы в Латвии (1998)
Выборы в Седьмой Сейм Латвии состоялись 3 октября 1998 года. По данным Центризбиркома Латвии явка составила 71,9 %. Созданная накануне выборов Народная партия стала крупнейшей в Сейме, получив 24 из 100 мест.

## Характеристика
Количество избранных в парламент партий сократилось по сравнению с предыдущими выборами в полтора раза: с 9 до 6.
Лишь несколько партий смогли сохранить симпатии избирателей от выборов до выборов, а на фоне разочарования в их общей политике в стране образовалось 11 новых политических объединений, которые, таким образом, составили половину участников предвыборной гонки. Из этих 11 партий в парламент попали две, созданные предпринимателями: Народная партия Шкеле и Новая партия А.Шлесерса. Сильнейшие партии 6-го Сейма — Демократическая партия «Саймниекс» и Народное движение для Латвии — не преодолели пятипроцентный барьер.

## Результаты
| Партия                                           | Голоса    | %    | Места | Изменения    |
| ------------------------------------------------ | --------- | ---- | ----- | ------------ |
| Народная партия                                  | 203 585   | 21,3 | 24    | Новая партия |
| Латвийский путь                                  | 173 420   | 18,1 | 21    | +4           |
| Отечеству и свободе/ДННЛ                         | 140 773   | 14,7 | 17    | Новая партия |
| Партия народного согласия                        | 135 700   | 14,2 | 16    | +10          |
| Латвийская социал-демократическая рабочая партия | 123 056   | 12,9 | 14    | +14          |
| Новая партия                                     | 70 214    | 7,3  | 8     | Новая партия |
| Крестьянский союз Латвии                         | 23 732    | 2,5  | 0     | -            |
| ПТ-ХДС-ЛЗП                                       | 22 018    | 2,3  | 0     | -            |
| Народное движение за Латвию                      | 16 647    | 1,7  | 0     | -16          |
| Демократическая партия «Саймниекс»               | 15 410    | 1,6  | 0     | -18          |
| Латвийская Партия возрождения                    | 5000      | 0,5  | 0     | Новая партия |
| Партия национального прогресса                   | 4522      | 0,5  | 0     | Новая партия |
| Латвийская Партия единства                       | 4445      | 0,5  | 0     | -8           |
| Социал-демократическая женская организация       | 3133      | 0,3  | 0     | Новая партия |
| Народное сообщество «Свобода»                    | 3099      | 0,3  | 0     | Новая партия |
| Латвийская Национально-демократическая партия    | 2927      | 0,3  | 0     | 0            |
| Консервативная партия                            | 2318      | 0,2  | 0     | Новая партия |
| Земля Мары                                       | 2238      | 0,2  | 0     | Новая партия |
| Хельсинки-86                                     | 2088      | 0,2  | 0     | Новая партия |
| Партия демократов                                | 792       | 0,1  | 0     | 0            |
| Латвийская Национальная партия реформ            | 464       | 0,1  | 0     | Новая партия |
| Недействительные бюллетени                       | 26 819    | -    | -     | -            |
| Итого                                            | 982 400   | 100  | 100   | 0            |
| Явка                                             | 1 383 661 | 71,9 | -     | -            |